# Mulquinerie

Le Tisserand, huile sur toile, 72 × 58 cm, Musée d’Art et d’Archéologie, Senlis, France

La mulquinerie est l'activité du tissage et du commerce de toiles fines composées exclusivement de lin : batiste, Chambray,  linon, toile de lin. Le mulquinier est l'artisan tisserand et le marchand de toiles.

## Historique
Cette activité a été très développée dans les villages du Cambrésis et de Thiérache sous la forme d'une proto-industrie rurale, les mulquiniers possédant des métiers à tisser à leur domicile (dans leur cave pour des raisons d'humidité). Les toiles étaient vendues à des négociants.
On donne le nom de batiste (linon et toilettes) à ces toiles fines de lin. Toutefois, les mulquiniers et les tisseurs n’utilisent jamais ce mot pour désigner leurs fabrications, mais les appellent des toilettes ou linons.

## Pour approfondir